# Club Atlético de Madrid 2007-2008
Questa voce raccoglie le informazioni riguardanti il Club Atlético de Madrid nelle competizioni ufficiali della stagione 2007-2008.

## Stagione
Nella stagione 2007-2008 l'Atlético Madrid, allenato da Javier Aguirre, terminò il campionato al quarto posto ottenendo la qualificazione ai preliminari di Champions League ai danni del Siviglia, giunto a pari punti ma perdente in entrambi gli scontri diretti. In Coppa del Re i Colchoneros furono sconfitti ai quarti di finale dal Valencia, futuri vincitori del trofeo, in virtù della regola dei gol in trasferta.
In Coppa Intertoto i Rojiblancos ebbero la meglio sui rumeni del Gloria Bistrița, guadagnando l'accesso alla Coppa UEFA 2007-2008. In detta competizione il cammino dei madrileni si fermò ai sedicesimi di finale, dove furono eliminati dagli inglesi del Bolton.

## Maglie e sponsor
|  | Casa | Trasferta |

## Organigramma societario
Staff tecnico
- Allenatore: Javier Aguirre
- Vice-allenatore: Ignacio Ambríz
- Assistente allenatore: César Mendiondo
- Preparatore fisico: Óscar Pitillas
- Preparatore dei portieri: Miguel Bastón
- Medico: José Maria Villalón Alonso

## Rosa
| N. |                      | Ruolo | Calciatore                |
| -- | -------------------- | ----- | ------------------------- |
| 1  | Spagna (bandiera)    | P     | Ismael Falcón             |
| 2  | Grecia (bandiera)    | D     | Geōrgios Seïtaridīs       |
| 3  | Spagna (bandiera)    | D     | Antonio López             |
| 4  | Spagna (bandiera)    | D     | Mariano Pernía            |
| 5  | Brasile (bandiera)   | C     | Thiago Motta              |
| 6  | Brasile (bandiera)   | C     | Cléber Santana            |
| 7  | Uruguay (bandiera)   | A     | Diego Forlán              |
| 8  | Spagna (bandiera)    | C     | Raúl García               |
| 9  | Spagna (bandiera)    | C     | Luis Garcia               |
| 10 | Argentina (bandiera) | A     | Sergio Agüero             |
| 11 | Argentina (bandiera) | C     | Maxi Rodríguez (capitano) |
| 12 | Brasile (bandiera)   | D     | Fabiano Eller             |

| N. |                       | Ruolo | Calciatore           |
| -- | --------------------- | ----- | -------------------- |
| 13 | Italia (bandiera)     | P     | Christian Abbiati    |
| 14 | Portogallo (bandiera) | D     | Zé Castro            |
| 15 | Spagna (bandiera)     | C     | José Manuel Jurado   |
| 17 | Spagna (bandiera)     | A     | José Antonio Reyes   |
| 18 | Spagna (bandiera)     | C     | Miguel de las Cuevas |
| 19 | Portogallo (bandiera) | C     | Maniche              |
| 20 | Spagna (bandiera)     | A     | Mista                |
| 21 | Colombia (bandiera)   | D     | Luis Perea           |
| 22 | Spagna (bandiera)     | D     | Pablo Ibáñez         |
| 23 | Spagna (bandiera)     | C     | Juan Valera          |
| 24 | Portogallo (bandiera) | C     | Simão                |
| 25 | Argentina (bandiera)  | P     | Leo Franco           |

## Risultati

### Coppa del Re
| Arbitro: | Lizondo Cortés |

|           |           |                      |
| Luque 58’ | Marcatori | 45’ Forlán 46’ Mista |

| Arbitro: | Rodríguez Santiago |

|           |           |            |
| Mista 76’ | Marcatori | 90’ Aranda |

| Madrid 10 gennaio 2008 Ottavi di finale – Andata | Atlético Madrid   | 0 – 0 referto | Real Valladolid | Vicente Calderón\| Arbitro: \| Ramírez Domínguez \| |
| Arbitro:                                         | Ramírez Domínguez |               |                 |                                                     |

| Arbitro: | Iturralde González |

|              |           |            |
| Llorente 68’ | Marcatori | 90’ Agüero |

| Arbitro: | Clos Gómez |

|           |           |  |
| Silva 32’ | Marcatori |  |

| Arbitro: | Undiano Mallenco |

|                                        |           |                            |
| Miguel 9’ (aut.) Agüero 18’ Valera 60’ | Marcatori | 27’ (aut.) Cléber 35’ Mata |

### Coppa Intertoto
| Arbitro: | Rizzoli |

|                        |           |                |
| Zaharia 6’ Tilincă 38’ | Marcatori | 54’ Seïtaridīs |

| Arbitro: | Richmond |

|            |           |  |
| Forlán 11’ | Marcatori |  |

### Coppa UEFA

#### Preliminari
| Arbitro: | Circhetta |

|                                |           |  |
| Maxi 37’ Forlán 61’ Agüero 69’ | Marcatori |  |

| Arbitro: | Brych |

|          |           |                                 |
| Buač 39’ | Marcatori | 54’ Luis García 75’ Raúl García |

#### Qualificazioni
| Arbitro: | Bossen |

|                                             |           |  |
| Mista 13’ Forlán 17’ Luis García 82’, 90+2’ | Marcatori |  |

| Arbitro: | Messner |

|  |           |                                                      |
|  | Marcatori | 5’, 43’ Agüero 12’ Jurado 52’ (rig.) Maxi 78’ Forlán |

#### Fase a gironi
| Arbitro: | Clattenburg |

|                                       |           |                            |
| Biljaletdinov 27’ Odemwingie 61’, 64’ | Marcatori | 16’, 85’ Agüero 47’ Forlán |

| Arbitro: | Bebek |

|                             |           |  |
| Forlán 45’ (rig.) Simão 61’ | Marcatori |  |

| Arbitro: | Dondarini |

|  |           |                      |
|  | Marcatori | 21’ Simão 62’ Agüero |

| Arbitro: | Kircher |

|                             |           |                 |
| Luis García 74’ Simão 90+3’ | Marcatori | 34’ Salpiggidīs |

#### Fase a eliminazione diretta
| Arbitro: | Rasmussen |

|           |           |  |
| Diouf 74’ | Marcatori |  |

| Madrid 21 febbraio 2008 Sedicesimi di finale – Ritorno | Atlético Madrid | 0 – 0 referto | Bolton | Vicente Calderón (30 000 spett.)\| Arbitro: \| Granat \| |
| Arbitro:                                               | Granat          |               |        |                                                          |

## Statistiche

### Statistiche di squadra
| Competizione         | Punti | Totale | Totale | Totale | Totale | Totale | Totale | DR  |
| Competizione         | Punti | G      | V      | N      | P      | Gf     | Gs     | DR  |
| -------------------- | ----- | ------ | ------ | ------ | ------ | ------ | ------ | --- |
| Primera División     | 64    | 38     | 19     | 7      | 12     | 66     | 47     | +19 |
| Coppa del Re         | -     | 6      | 2      | 3      | 1      | 7      | 6      | +1  |
| Coppa Intertoto UEFA | -     | 2      | 1      | 0      | 1      | 2      | 2      | 0   |
| Coppa UEFA           | 10    | 10     | 7      | 2      | 1      | 23     | 6      | +17 |
| Totale               | 74    | 56     | 29     | 12     | 15     | 98     | 61     | +37 |